# HD 30669
HD 30669 är en ensam stjärna i norra delen av stjärnbilden Gravstickeln. Den har en skenbar magnitud av ca 9,11 och kräver åtminstone ett mindre teleskop för att kunna observeras. Baserat på parallax enligt Gaia Data Release 3 på ca 17,3 mas, beräknas den befinna sig på ett avstånd av ca 189 ljusår (ca 58 parsek) från solen. Den rör sig bort från solen med en heliocentrisk radialhastighet på ca 66 km/s.

## Egenskaper
Primärstjärnan HD 30669 är en gul till orange stjärna i huvudserien av spektralklass G8/K0 V. Den har en massa som är ca 0,92 solmassa, en radie som är ca 0,91 solradie och har ca 0,6 gånger solens utstrålning av energi från dess fotosfär vid en effektiv temperatur av ca 5 400 K. Liksom de flesta planetvärdar är HD 30669 metallberikad och har en metallicitet 35 procent över solens nivåer. Stjärnan är extremt kromosfäriskt inaktiv och uppskattas vara ca 7,25 miljarder år gammal.

## Planetsystem
År 2015 upptäckte C. Motou et.al. under en HARPS-undersökning en långperiodig exoplanet som kretsar kring stjärnan. Den har nästan hälften av Jupiters massa och har en omloppsperiod av över 4,5 år i en något excentrisk bana.
| Planet | Massa          | Halv storaxel (AE) | Siderisk omloppstid (år) | Excentricitet | Inklination | Radie |
| ------ | -------------- | ------------------ | ------------------------ | ------------- | ----------- | ----- |
| b      | 0,47 ± 0,06 MJ | 2,69 ± 0,08        | 4,614 ± 0,167            | 0,18 ± 0,15   | -           | -     |